# Churchill Cup 2003
La Churchill Cup del 2003 fue la primera edición de la competencia de rugby hoy extinta. Fue un torneo triangular entre los organizadores ya que no hubo equipos invitados.
Comenzó el 14 de junio y finalizó dos semanas después, el 28. Inglaterra A se consagró campeón ganando todos los partidos.

## Modo de disputa
El torneo se disputó con el sistema de todos contra todos a una vuelta.
Los cuatro participantes se agrupan en una tabla general teniendo en cuenta los resultados de los partidos mediante un sistema de puntuación, la cual se reparte:
- 2 puntos por victoria.
- 1 puntos por empate.
- 0 puntos por derrota.

Los dos mejores de la tabla general disputan la final por el título.

## Equipos participantes
| Canadá  | Estados Unidos | Inglaterra A |
| ------- | -------------- | ------------ |
| Canucks | Águilas        | Inglaterra A |

## Tabla de posiciones[2]
| Pos. | Equipo         | Encuentros | Encuentros | Encuentros | Encuentros | Tantos  | Tantos    | Tantos     | Puntos |
| Pos. | Equipo         | jugados    | ganados    | empatados  | perdidos   | a favor | en contra | diferencia | Puntos |
| ---- | -------------- | ---------- | ---------- | ---------- | ---------- | ------- | --------- | ---------- | ------ |
| 1    | Inglaterra A   | 2          | 2          | 0          | 0          | 79      | 17        | + 62       | 4      |
| 2    | Estados Unidos | 2          | 1          | 0          | 1          | 26      | 47        | - 21       | 2      |
| 3    | Canadá         | 2          | 0          | 0          | 2          | 18      | 59        | - 41       | 0      |

Nota: Se otorgan 2 puntos al equipo que gane un partido, 1 al que empate y 0 al que pierda
|  | Clasificados a la final |

## Resultados
Primera fecha
| 14 de junio | Canadá | 7 – 38  | Inglaterra A | Thunderbird Stadium, Vancouver |  |
|             |        | Reporte |              |                                |  |

Segunda fecha
| 18 de junio | Canadá | 11 – 16 | Estados Unidos | Thunderbird Stadium, Vancouver |                               |
|             |        | Reporte |                | Asistencia: 2000 espectadores  | Asistencia: 2000 espectadores |

Tercera fecha
| 21 de junio | Estados Unidos | 10 - 36 | Inglaterra A | Thunderbird Stadium, Vancouver |  |
|             |                | Reporte |              |                                |  |

## Final
| 28 de junio | Estados Unidos | 7 – 43  | Inglaterra A | Thunderbird Stadium, Vancouver |  |
|             |                | Reporte |              |                                |  |